# S.P.Q.R.

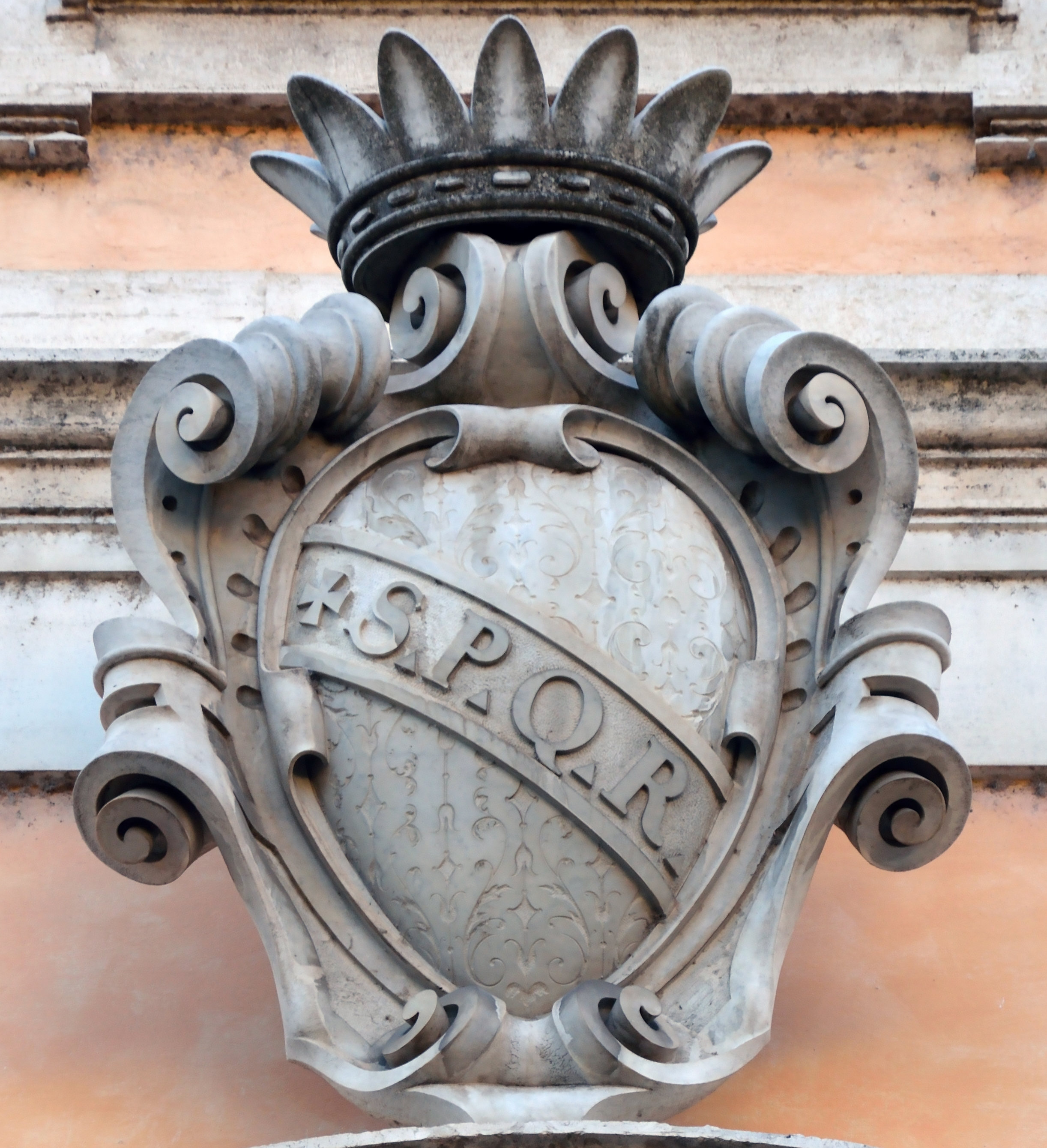
Palazzo Corsini (18. Jahrhundert)

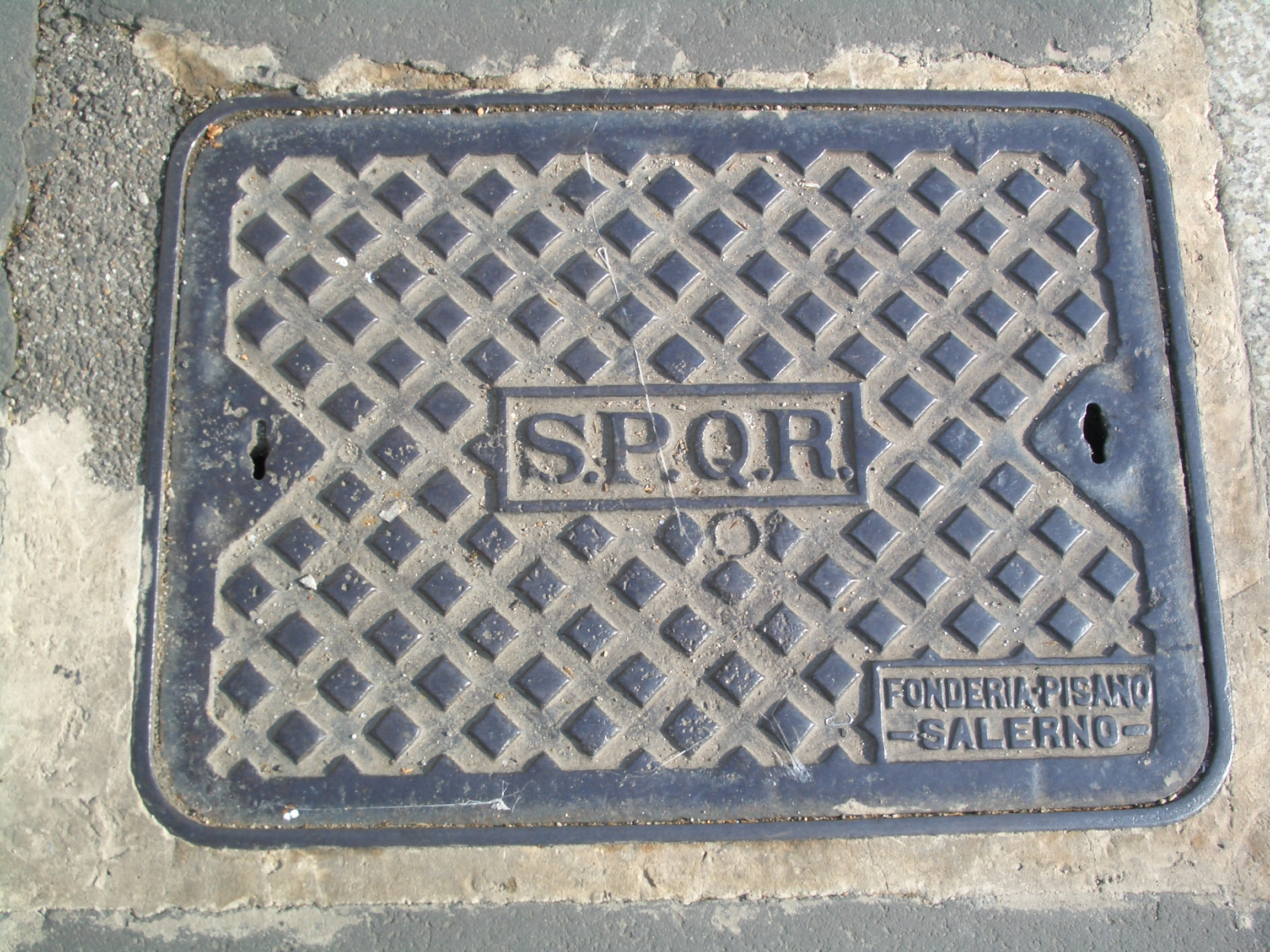
Neuzeitlicher Kanaldeckel in Rom (S.P.Q.R.)

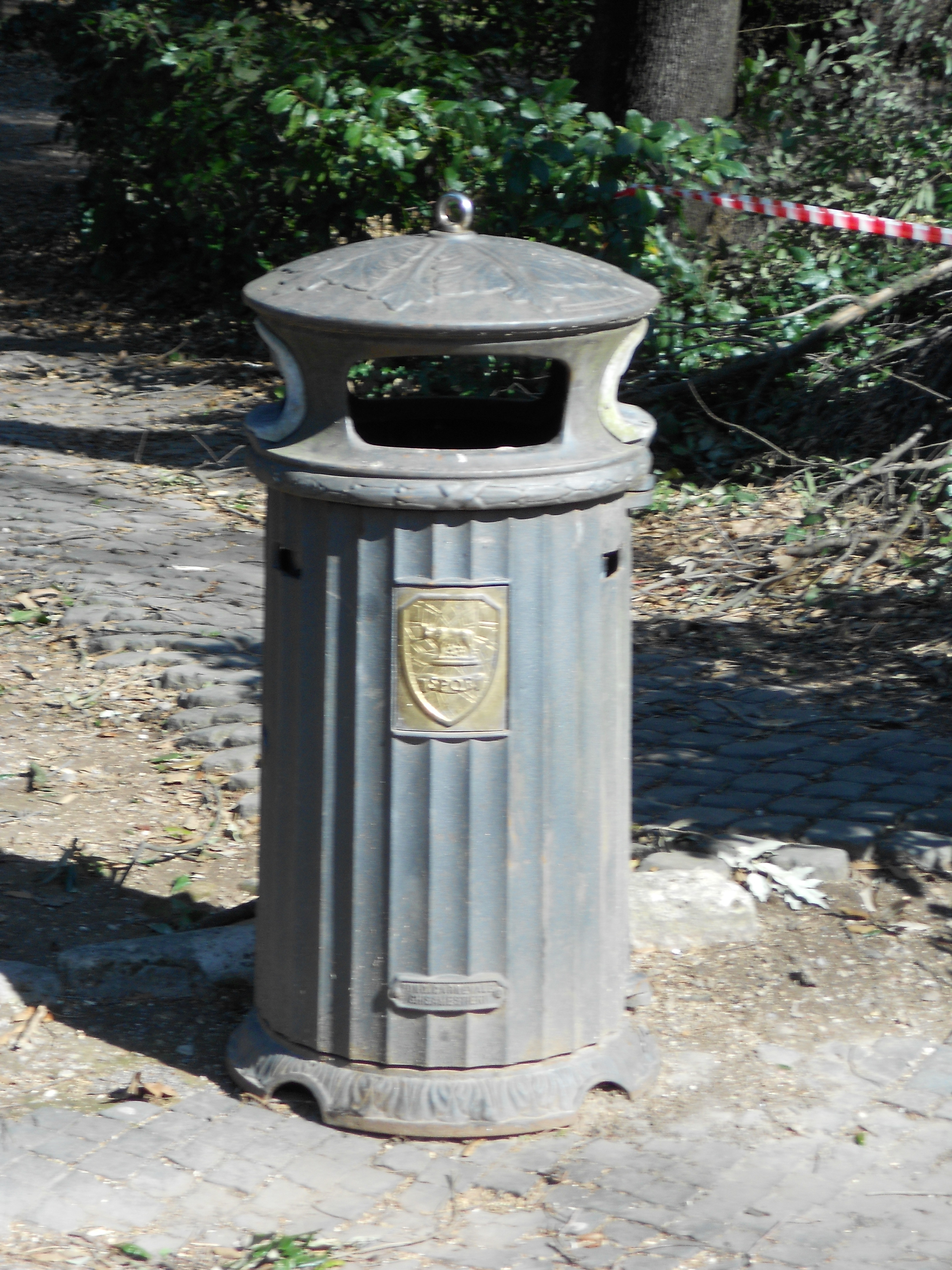
Abfalleimer mit der römischen Wölfin und S.P.Q.R.

S.P.Q.R. oder SPQR ist das Kürzel für das lateinische Senatus Populusque Romanus ‚Senat und Volk von Rom‘ oder ‚der [römische] Senat und das römische Volk‘. Es war das Hoheitszeichen des antiken Rom und bezeichnete seit der Zeit der ausgehenden Römischen Republik das gesamte Reich, indem es die Träger seiner Souveränität benannte. Daher führten es die römischen Legionen in der Kaiserzeit auch auf ihren Signa. 
Im Wappen Roms ist das Kürzel bis heute als Leitspruch zu finden. Viele Schrifttafeln, aber auch Kanaldeckel, Mülleimer und öffentliche Einrichtungen, zeigen die Buchstaben S.P.Q.R.

## Übersetzung
Wörtlich übersetzt bedeutet Senatus Populusque Romanus eigentlich ‚Der (römische) Senat und die Gesamtheit der römischen Stände‘. Da populus auf Rom bezogen ursprünglich nur die Patrizier und erst später die Gesamtheit aller Stände, deren Spitze der Senat stellte, bezeichnete, kam es zur Verbindung senatus populusque. Sie wird in der Regel als Hendiadyoin aufgefasst und das zugehörige finite Verb steht dann im Singular. Sie taucht in verschiedenen Abwandlungen auf, etwa in der Form et senatus et populus Romanus bei Cicero oder beiläufiger ohne Romanus in der Wendung senatus populusque bei Livius. Inschriftlich und auf Münzen ist die Formel seit Augustus bezeugt. Wenn auch selten, so lassen sich dennoch die umgekehrten Zusammensetzungen nachweisen: populus et senatus Romanus, populus Romanus et senatus, populus Romanus senatusque, populus et senatus oder als populus senatusque Romanus in der ältesten lateinischen Inschrift außerhalb Italiens. Da es für den Römer nur einen Senat gab, entfällt oftmals die explizite Kennzeichnung als „römischer“ Senat in der Übersetzung. Jedoch ist die oben genannte Übersetzung nach der deutschen Grammatik zulässig und ebenfalls richtig und wird in der Form auch öfter benutzt.

## Bedeutung und Abwandlungen

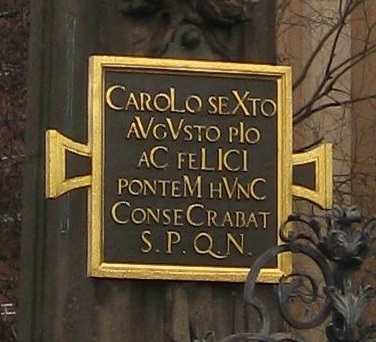
Abwandlung S. P. Q. N. auf der Karlsbrücke in Nürnberg

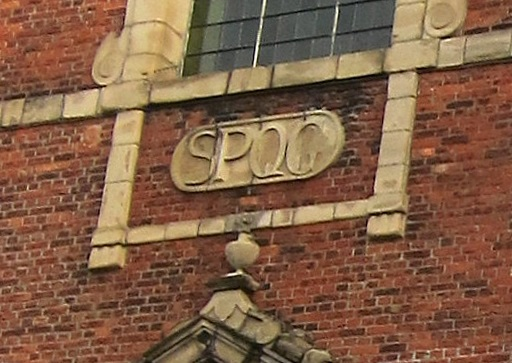
S. P. Q. G. an der Sint-Christoffelkapel in Gent

In S.P.Q.R. wird die Mischverfassung der römischen Republik mit ihrer Machtverteilung zwischen dem die Aristokratie repräsentierenden Senat und dem Volk zum Ausdruck gebracht: Beide sind Souverän. S.P.Q.R. wurde so zu einem Kürzel für eine republikanische Staatsform und – etwas allgemeiner – zum Ausdruck von Bürgerstolz.
In vielen Stadtstaaten ist die Abkürzung S.P.Q.R. daher auf die eigene Stadt bezogen abgewandelt worden, beispielsweise taucht SPQR im Wappen der ehemaligen Reichsstadt Weil der Stadt oder im Alten Rathaus von Regensburg auf. Am Holstentor in Lübeck befinden sich die Buchstaben S. P. Q. L. (Lubecensis), an der Karlsbrücke in Nürnberg die Buchstaben S. P. Q. N. (Norimbergensis). Das Wappen der Hansestadt Stade zeigt ein Band mit S·P·Q·ST (Stadensis). Am Bremer Rathaus sind die Buchstaben S. P. Q. B. (Bremensis) angebracht. Im Hamburger Rathaus befindet sich an vielen Stellen die Buchstabenfolge S. P. Q. H. (Hamburgensis). Auch in Palermo gibt es z. B. auf Kanaldeckeln den Schriftzug S. P. Q. P. (Palermitanus).

## Satirische Verwendung
Scherzhaft wird S. P. Q. R. auch als Sono Pazzi Questi Romani ‚Die spinnen, die Römer‘ gedeutet. So hat der italienische Übersetzer Marcello Marchesi den Satz Ils sont fous ces Romains der Comicfigur Obelix wiedergegeben.
In dem Film Die römische Kanone (der im Originaltitel die Abkürzung SPQR hat) ruft Massimo Boldi, verfolgt von römischen Soldaten, Sono Porci Questi Romani ‚Diese Römer sind Schweine‘.
Im Zeitalter der konfessionellen Auseinandersetzung war SPQR ein beliebtes Akronym für alle, die Spott über Rom (das Papsttum und die Katholische Kirche) ausschütten wollten: Stultus Populus Quaerit Romam ‚Ein töricht Volk, das nach Rom strebt‘ (anonym, London 1606).
Johann Balthasar Schupp, lutherischer Theologe, gibt 1667 einen satirischen Dialog wieder, bei dem die „alten Römer“ fragen: „Sancte Pater, Quare Rides – Heiliger Vater, warum lachst du?“ und der Papst die krebsweise Antwort („responsio cancrina“) gibt: „Rideo, Quia Papa Sum – Ich lache, weil ich Papst bin“.